# Рубен Флајшер
Рубен Самјуел Флајшер (енгл. Ruben Samuel Fleischer; Вашингтон, 31. октобар 1974) амерички је филмски редитељ, филмски продуцент, телевизијски продуцент, редитељ музичких видеа и редитељ реклама који живи у Лос Анђелесу. Најпознатији је као редитељ филма Зомбиленд (2009), у свом редитељском дебију, и његовом наставку Повратку у Зомбиленд (2019). Такође је режирао филмове 30 минута или мање, Гангстерски одред и Веном са истоименим ликом Marvel Comics-а. Пре филмова, Флајшер је био редитељ телевизијских реклама и музичких видеа, када је радио са брендовима као што су , ,  и , као и са извођачима као што су M.I.A., Electric Six, DJ Format и Gold Chains.

## Филмографија

### Дугометражни филмови
| Година | Српски наслов        | Оригинални наслов | Редитељ | Извршни продуцент |
| ------ | -------------------- | ----------------- | ------- | ----------------- |
| 2009.  | Зомбиленд            |                   | Да      | Не                |
| 2011.  | 30 минута или мање   |                   | Да      | Не                |
| 2013.  | Гангстерски одред    |                   | Да      | Да                |
| 2018.  | Веном                |                   | Да      | Не                |
| 2019.  | Повратак у Зомбиленд |                   | Да      | Да                |

Као продуцент
- Мула (2018) – извршни продуцент
- Веном 2 (2021) – извршни продуцент

### Телевизија
| Година     | Српски наслов                 | Оригинални наслов | Редитељ | Извршни продуцент | Напомене                |
| ---------- | ----------------------------- | ----------------- | ------- | ----------------- | ----------------------- |
| 2003–2006. | Уживо са Џимијем Кимелом      |                   | Да      | Не                | 3 епизоде               |
| 2006–2007. | Н/Д                           |                   | Не      | Да                |                         |
| 2008.      | Н/Д                           |                   | Да      | Не                | 2 епизоде               |
| 2009–2015. | Н/Д                           |                   | Не      | Да                |                         |
| 2010.      | Насмеј се или умри представља |                   | Да      | Не                | 4 епизоде               |
| 2015.      | Н/Д                           |                   | Да      | Не                | 1. епизода              |
| 2015–2021. | Супермаркет                   |                   | Да      | Да                | редитељ 7 епизода       |
| 2016.      | Америчка домаћица             |                   | Да      | Да                | редитељ епизоде „Пилот” |
| 2017.      | Н/Д                           |                   | Да      | Да                | редитељ 2. епизоде      |
| 2017–2021  | Одважне                       |                   | Не      | Да                |                         |
| 2019–2020. | Стамптаун                     |                   | Да      | Да                | редитељ 1. епизоде      |